# Roberto Saviano
Roberto Saviano (* 22. září 1979, Neapol, Itálie) je italský novinář a spisovatel.

## Literární tvorba
Ve své tvorbě se soustřeďuje na tematiku organizace Camorra, což je zločinecká mafiánská struktura v oblasti Neapole. Proslulým se stal zejména svou knihou „Gomora“, za kterou mu vyhrožuje neapolská mafie smrtí. Spisovatel se proto rozhodl k odchodu z Itálie.
Na motivy tohoto románu natočil italský režisér Matteo Garrone stejnojmenný film.

## Dílo
- Gomora (Gomorra, 2006; česky 2008)
- Opak smrti (Il contrario della morte, 2007; česky 2010)
- Krása a peklo (La bellezza e l'inferno. Scritti 2004–2009, 2009; česky 2010)
- Pojď se mnou pryč (Vieni via con me, 2011; česky 2012)
- Nula nula nula (ZeroZeroZero, 2013; česky 2013)
- Piraně (La paranza dei bambini, 2016; česky 2019)
- Zuřivý polibek (Bacio feroce, 2017; česky 2021)